# 日名北町
日名北町（ひなきたまち）は、愛知県岡崎市の町名。丁番を持たない単独町名であり、小字は設置されていない。

## 地理
岡崎市の北西部に位置する。

### 河川
- 早川

### 番地
- 1
- 3
- 4
- 5

## 世帯数と人口
2019年（令和元年）5月1日現在の世帯数と人口は以下の通りである。
| 町丁     | 世帯数  | 人口  |
| -------- | ------- | ----- |
| 日名北町 | 112世帯 | 171人 |

### 人口の変遷
国勢調査による人口の推移
| 1995年（平成7年）  | 314人 | [ 6 ]  |  |
| 2000年（平成12年） | 246人 | [ 7 ]  |  |
| 2005年（平成17年） | 212人 | [ 8 ]  |  |
| 2010年（平成22年） | 217人 | [ 9 ]  |  |
| 2015年（平成27年） | 189人 | [ 10 ] |  |

## 小・中学校の学区
市立小・中学校に通う場合、学区は以下の通りとなる。
| 番・番地等 | 小学校             | 中学校             | 高等学校普通科 |
| ---------- | ------------------ | ------------------ | -------------- |
| 全域       | 岡崎市立広幡小学校 | 岡崎市立城北中学校 | 三河学区       |

## 歴史
額田郡日名村の一部を前身とする。

### 沿革
- 1976年（昭和51年）3月25日 - 岡崎都市計画中部土地区画整理事業の換地処分に伴い、大門町・日名町・井田町の各一部より日名北町が成立[1]。

## 施設
- ユニチカ 岡崎事業所
- 日本エステル 岡崎工場
- セキソー 本社
- アピタ 岡崎北店
- サイゼリヤ 岡崎日名北店
- 岡崎グランドボウル

## 道路
- 愛知県道56号名古屋岡崎線（平針街道）
- 都市計画道路岡崎環状線[12]

## ギャラリー
- アピタ岡崎北店
- わくわく広場アピタ岡崎北店
- ユニチカ岡崎事業所
- セキソー本社

## その他

### 日本郵便
- 郵便番号 : 444-0911[4]（集配局：岡崎郵便局[13]）。

## 参考資料
- 「角川日本地名大辞典」編纂委員会 編『角川日本地名大辞典 23 愛知県』角川書店、1989年3月8日。ISBN 4-04-001230-5。
- 有限会社平凡社地方資料センター 編『日本歴史地名大系第23巻 愛知県の地名』平凡社、1981年。ISBN 4-582-49023-9。